# Araeopteron fasciale
Araeopteron fasciale là một loài bướm đêm trong họ Erebidae.